# Пентадекан
Пентадекан (C15H32) CH3—(CH2)13—CH3 - насичений вуглеводень (алкан).

## Фізичні властивості
Аморфний порошок. Мол. маса 212,42; Теоретично можливо 4347 структурних ізомерів
густина d20
4 - 768,3 кг/м3;
температура плавлення 9,93 °С;
температура кипіння 270,61 °С;
показник заломлення 1,4319;
температура спалаху 132 °C;
теплота утворення –352,75 кДж/моль;
теплота згоряння –9419 кДж/моль;
Пожежонебезпечні властивості: горюча рідина, температура самозаймання 205°С.

## Відкриття
Пентадекан був отриманий Крафтом при відновленні йодистим воднем з фосфором пентадецилової кислоти C15H30О2 або хлоропродукта C15H30Cl2 (з кетону C13H27-CO-CH3 і PCl5) за 240 °C і потім Маєм при сухій перегонці в порожнечі пальмітиново-барієвої солі (С16Н31О2)2Ba з метілатом натрію.

## Знаходження в природі
Ідентифіковано в корені яглиці звичайної (aegopodium podagraria) http://www.provisor.com.ua/archive/2008/N07/htr_ls78.php

## Застосування
Компонент вазелінового масла, вазеліну.